# Acacia hemsleyi
Acacia hemsleyi är en ärtväxtart som beskrevs av Joseph Henry Maiden. Acacia hemsleyi ingår i släktet akacior, och familjen ärtväxter. Inga underarter finns listade i Catalogue of Life.